# Корисні копалини Індонезії
Корисні копалини Індонезії — мінеральна сировина, природні мінеральні утворення, родовища яких розташовані в межах Індонезії і які можуть бути ефективно використані у сфері матеріального виробництва.

## Загальна характеристика
На території Індонезії відомі великі родовища нафти і газу, кам'яного і бурого вугілля, руд заліза, міді, нікелю, олова, бокситів, сірки. Є середні і дрібні родовища руд марганцю, хрому, свинцю і цинку, золота, срібла, молібдену, алмазів, фосфоритів, вогнетривких і будівельних матеріалів (вапняків, доломіту, мергелю, кварцового піску, глин, пемзи, азбесту).
| Корисні копалини               | Запаси       | Запаси   | Вміст корисного компоненту в рудах, % | Частка у світі, % |
| Корисні копалини               | Підтверджені | Загальні | Вміст корисного компоненту в рудах, % | Частка у світі, % |
| Алмази, млн кар.               |              | 0,5      |                                       |                   |
| Боксити, млн т                 | 927          | 2127     | 47 (Al2O3)                            | 3,5               |
| Барит, тис. т                  | 3000         | 3000     | до 33 (BaSO4)                         | 0,9               |
| Залізні руди, млн т            | 85           | 457      | до 59                                 |                   |
| Золото, т                      | 2400         | 3170     | 0,7-2,8 г/т                           | 4,9               |
| Кобальт, тис. т                | 245          | 580      | 0,11                                  | 4,5               |
| Марганцеві руди, млн т         | 10           | 10       | 38 (Mn)                               | 0,3               |
| Мідь, тис. т                   | 21915        | 23880    | 1,28                                  | 3,3               |
| Нафта, млн т                   | 1245,5       |          |                                       | 0,9               |
| Нікель, тис. т                 | 3200         | 10230    | 1,92                                  | 6,4               |
| Олово, тис. т                  | 750          | 800*     |                                       |                   |
| Природний горючий газ, млрд м3 | 3900         |          |                                       | 2,7               |
| Срібло, т                      | 7100         | 9500     | 30 г/т                                | 1,3               |
| Вугілля, млн т                 | 32000        | 32000    |                                       |                   |
| Фосфорити, млн т               | 0,2          | 0,2      | 20 (Р2О5)                             |                   |

*за іншими даними до 1,5 млн т.

## Окремі види корисних копалин
Нафта і газ. Індонезія займає провідне місце в Південно-Східній Азії за запасами нафти і газу (на кінець XX ст. загальні запаси нафти — близько15 млрд т, газу — близько 3900 млрд м³). Найбільша кількість родовищ цих корисних копалин є в басейнах Центрально-, Південно- і Північно-Суматринських, Північно-Яванському, Східно-Калімантанському та Вогелкоп (Нова Ґвінея), тектонічно приурочених до кайнозойських прогинів. Басейни, що утворилися в неозойський етап тектогенезу, розташовані в прибережних зонах островів Зондського архіпелагу. Продуктивні піщані, карбонатні і вулканогенно-осадові утворення від еоцену до пліоцену на глибині 0,1-4 км. Загалом виявлено близько 400 нафтових, понад 80 нафтогазових і 80 газових родовищ. Найбільші з них: Дурі на о. Суматра, Ханділ на о. Калімантан, Таланг-Акар, Санга-Санга, Аттака, Арун та ін. Унікальне за величиною родовище-гігант Мінас (993 млн т нафти).
За оцінкою державної нафтової і газової компанії Pertamina, загальні запаси газу в Індонезії в кінці XX ст. (1998) становили до 7,56 трлн м³. Велика їх частина приурочена до таких нафто-газових басейнів: Північно-Суматринського (19 газових родовищ), Центрально-Суматринського (12), Південно-Суматринського (33), Східно-Калімантанського (48), а також до Північно-Яванського (38 родовищ). Всі нафто-газові басейни пов'язані з крайовими і внутрішньоскладчастими прогинами, заповненими теригенно-карбонатними породами кайнозою потужністю до 10 км.
Запаси вугілля (головним чином кам'яного) зосереджені в басейнах Омбілін в Західній Суматрі, Букітасем в Південній Суматрі і Махакам в Східному Калімантані. Родовища кам'яного вугілля пов'язані з палеогеновими і неогеновими відкладами. Родовища бурого вугілля мають пліоценовий вік і відомі на островах Суматра, Ява і Калімантан.
Запаси залізних та комплексних руд пов'язані з залізистими латеритами. Їх родовища знаходяться на островах Калімантан, Себуку, Сувангі і Данаван, в Східному Сулавесі. Попутно з цими родовищами спостерігаються концентрації нікелю, кобальту, платини. Найбільше з таких родовищ — Ларона на острові Сулавесі (запаси — 370 млн т залізних руд з вмістом в руді 49 % Fe, 2,5 % Cr, 0,4-0,7 % Ni, 0,09 % Со). Поширені скарнові родовища залізних руд, які приурочені до контактів тріасових, пізньокрейдових і міоценових діоритів, монцонітів і ґранодіоритів з карбонатними товщами Верхньої крейди, палеозою і еоцену. Найбільше з них — комплексне родовище залізних і мідних руд Ертсберґ на Новій Ґвінеї (запаси 30 млн т, вміст Fe 50 %).
Поклади марганцевих руд (загальні — 10 млн т, вміст Mn 35-47 %) відомі у вулканогенно-осадових товщах міоцену на островах Ява, Калімантан, Суматра та ін. Найбільше практичне значення мають родовища на о. Ява, де марганцеві руди представлені піролюзитом і вадом. Найбільше родовище — Карангнунгал (350 тис. т).
Алюмінієві руди Індонезії представлені бокситами (запаси близько 1 млрд т металу, вміст Al2O3 45-55 %), які пов'язані з латеритними корами вивітрювання, сформованими в пізньокайнозойський період. Основні запаси високосортних бокситів зосереджені на островах Калімантан, Бінтан і Коджан архіпелагу Ріау. Бокситові руди представлені тут гібситовими конкреціями розміром 1-8 см. На острові Бінтан розташоване однойменне родовище з покладами чисто білих бокситів, в яких домішка Fe2O3 не перевищує 0,25 % при вмісті Al2O3 61,5 %. Подібні за складом і будовою родовища бокситових руд є також на островах Банка, Сінкеп, Сулавесі і Калімантан.
Золото. Прогнозні ресурси золота в країні — до 5 тис. т, що становить 6-у позицію у світі (поряд з Австралією, Канадою, Ґаною, Венесуелою, Папуа Новою Ґвінеєю, Перу і Чилі). Запаси руд золота понад 70 тис. т. Основна частина золоторудних родов. знаходиться на о. Суматра. Вони належать до 3-х генетичних груп: вулканогенно-гідротермальної, скарнової, розсипної. Найбільш поширені і економічно перспективні приповерхневі гідротермальні золото-срібні родовища Лебонг-Донок, Сімау, Тамбанг-Савах, Саліда, Мангані пов'язані з поясом палеоген-неогенових вулканогенних утворень, що простягається вздовж Суматри через Яву на Малі Зондські острови на відстань до 4000 км. Розсипні родовища представлені формацією елювіальних розсипів, які є майже на всіх великих островах: Суматрі, Калімантані, Сулавесі. У багатих розсипах, поряд з золотом, присутня платина, але промислові концентрації її відмічені тільки в Північній і Центральній Суматрі і Південному Калімантані.
Родовища мідних руд (вміст Cu в рудах 0,57-2,5 %) в основному комплексні; крім міді в них містяться залізо, золото, срібло. Найбільше родовище — Ертсберґ, розташоване на висоті 3700 м у важкодоступних горах центральної частини Іріан-Джаї. Рудне тіло складається з магнетиту і халькопіриту. В центральній частині о. Сулавесі розташоване мідно-порфірове родовище Санкаропе. Запаси руди оцінені в 6 млн т, середній вміст міді 1 %.
Родовища молібденових руд знаходяться на островах Суматра, Калімантан, Белітунг, Іріан-Джаї.
Родовища нікелевих і кобальтових руд пов'язані з латеритною четвертинною корою вивітрювання ультрабазитів й інтрузивних порід основного складу. Рудні тіла плащеподібної форми мають потужність 5-30 м. Найбагатший на родовища нікелевих руд острів Сулавесі (Індонезійсько-Філіппінська нікеленосна провінція). Загальні запаси нікелю 10,5 млн т металу з вмістом Ni 1,5-2,5 % в руді, запаси кобальтової руди 500 тис. т з вмістом Со 0,12-0,16 %.
На межі XX-XXI ст. Індонезія має 3200 тис. т підтверджених запасів нікелю, частка у світі — 10,4 %, загальні запаси — 10230 тис. т. На території країни відкрито 11 родовищ силікатних нікелевих руд. Для всіх родовищ характерні латеритові зони потужністю 3-5 м із вмістом нікелю 1,5-1,8 %, сапролітові потужністю близько 8 м із вмістом нікелю 2,3 % і серпентинітові потужністю 10 м із вмістом нікелю 1,85-2,2 %.
На початку XXI ст. активізувалися геологічно-розвідувальні роботи на латеритних родовищах і рудопроявах району Веда-Бей, розташованого в центральній частині о. Хальмагера. Інтерес до району зростає у зв'язку з розвитком технології HPAL. До середини 2001 р. в районі було виявлено і розвідано 14 родовищ, які приурочені до кори вивітрювання ультрамафітів крейди і складаються з двох шарів: зони лімонітів, вміст нікелю в якій становить 1-1,6 %, кобальту — до 0,3 %, і підстилаючої зони сапролітів (1,5-2 % нікелю і 0,05 % кобальту). Родовища можуть відпрацьовуватися відкритим способом. Сумарні виявлені ресурси за станом на 2001 р. — 204 млн т руди, що містить в середньому 1,37 % нікелю і 0,11 % кобальту. Передбачають наявність в районі ще понад 500 млн т руди.
Олово. За загальними запасами олов'яних руд (понад 1,5 млн т металу) країна займає 4-е місце у світі (1999). За ресурсами олова Індонезія займає 3-є місце серед країн світу (після Бразилії і Китаю) — 10,5 % світових ресурсів (5 млн т). Запаси олова зосереджені в елювіальних, прибережно-морських і похованих алювіальних розсипах, розташованих на узбережжі і в шельфовій зоні островів Банка (близько 60 % сумарних запасів країни), зокрема, родовище Банка, Белітунг (30 %), Сінкеп (7 %), а також Карімун і Кундур та шельфовій зоні островів. Ці острови розташовані в межах найпродуктивнішої частини найбагатшого Бірмано-Малайського олов'яного поясу.
Метали групи платини. Прогнозні ресурси МГП Індонезії незначні і складають до 300 т (~0,6 % світових).
Гірничохімічна сировина представлена калійними мінералами, фосфатами і сіркою (загальні запаси сірки самородної понад 1,5 млн т, фосфатних руд — понад 1, каоліну — 7,5 млн т). У Індонезії відомо 6 родовищ з запасами калієвого ярозиту 1,7 млн т при вмісті в руді K2O 4-6 %. Як калійна сировина використовуються також алуніт, лейцит і нефелін, невеликі родовища яких є на острова Сулавесі і Яві.
Сірка. Основні родовища сірки розташовані на островах Сулавесі, Ява, Суматра і пов'язані з вулканічною діяльністю. Виділяються такі генетичні типи родовищ: озерно-кратерні (Телагабодас, Телагатерус і ін.), гідротермально-метасоматичні (Кадах-Путіх) і фумарольні (Веліранг, Папандаян). Практичний інтерес представляють родовища перших двох типів. Вміст сірки в мулах кратерних озер становить 40-90 %. На родовищі Веліранг сірку добувають з діючих сольфатарних виділень гарячих сірчистих газів. Найбільше родовище Західної Суматри — Сорік-Морапі (загальні запаси руди 560 тис. т, вміст сірки 39,1 %).
Індустріальна сировина представлена алмазами (загальні запаси 1,2 млн каратів). Родовища алмазів відомі на о. Калімантан. Корінне родовище алмазів — Помалі являє собою брекчієву трубку 250×300 м в ранньокрейдових перидотитах. Вміст алмазів 0,01-0,035 кар. Розсипні родовища алмазів приурочені до пізньокрейдових і еоценових конґломератів і четвертинних алювіальних відкладів.
Нерудні будівельні матеріали представлені каоліном, вапняками, доломітами, мергелями та ін. Запаси каоліну оцінюються в 7,5 млн т (вміст корисного компоненту 25-36 %), зосереджені в Західній Яві, на островах Банка і Белітунг.
Інші корисні копалини. Крім згаданих корисних копалин в Індонезії є родовища руд свинцю і цинку, йоду, кварцового піску, пемзи, азбесту, кухонної солі.